# NADH:ubihinon reduktaza (neelektrogena)
NADH:ubihinon reduktaza (neelektrogena) (EC 1.6.5.9, ubihinonska reduktaza, koenzim Q reduktaza, dihidronikotinamid adenin dinukleotid-koenzim Q reduktaza, -koenzim Q reduktaza, -ubihinon reduktaza, -koenzim Q oksidoreduktaza, -koenzim Q reduktaza,  oksidoreduktaza, NADH-CoQ reduktaza, -ubihinonska reduktaza, -ubihinonska oksidoreduktaza, redukovani nikotinamid adenin dinukleotid-koenzim Q reduktaza,  oksidoreduktaza, kompleks transfera elektrona I, NADH2 dehidrogenaza (ubihinon)) je enzim sa sistematskim imenom NADH:ubihinon oksidoreduktaza. Ovaj enzim katalizuje sledeću hemijsku reakciju
 + + + ubihinon {\displaystyle \rightleftharpoons } + + ubihinol
Ovaj enzim je flavoprotein (FAD). On se javlja u mitohondrijama kvasaca i biljki, i u aerobnim bakterijama.

## Literatura
- Nicholas C. Price; Lewis Stevens (1999). Fundamentals of Enzymology: The Cell and Molecular Biology of Catalytic Proteins (Third изд.). USA: Oxford University Press. ISBN 019850229X.
- Eric J. Toone (2006). Advances in Enzymology and Related Areas of Molecular Biology, Protein Evolution (Volume 75 изд.). Wiley-Interscience. ISBN 0471205036.
- Branden C; Tooze J. Introduction to Protein Structure. New York, NY: Garland Publishing. ISBN 0-8153-2305-0.
- Irwin H. Segel. Enzyme Kinetics: Behavior and Analysis of Rapid Equilibrium and Steady-State Enzyme Systems (Book 44 изд.). Wiley Classics Library. ISBN 0471303097.

## Spoljašnje veze
- NADH:ubiquinone+reductase+(non-electrogenic) на 